# デザイン学部
デザイン学部（デザインがくぶ）は、デザイン学の教育研究を目的とした大学の学部の一つである。

## デザイン学部が存在する大学
- 岡山県立大学
- 京都精華大学
- 神戸芸術工科大学
- 札幌市立大学
- 静岡文化芸術大学
- 東京工科大学
- 名古屋芸術大学
- 西日本工業大学
- 明星大学

## その他
- 富山大学 - 都市デザイン学部
- 佐賀大学 - 芸術地域デザイン学部
- 東京都立大学 - システムデザイン学部
- 北海道科学大学 - 未来デザイン学部
- 法政大学 - キャリアデザイン学部
- 浜松大学 - ビジネスデザイン学部
- 桃山学院大学 - ビジネスデザイン学部
- 八戸工業大学 - 感性デザイン学部
  - 建築・デザイン学部がある大学は「建築学部」を参照。
  - 京都工芸繊維大学は工芸科学部デザイン科学域で「デザイン・建築学課程」があり、「デザイン経営工学課程」があった。